# 長鬚盤鮈
长须盤鮈（学名：Discogobio longibarbatus）为輻鰭魚綱鯉形目鲤科盤鮈屬的鱼类，俗名油拱嘴，是中国的特有物种。分布于抚仙湖等，主要生活于湖湾缓流清水环境，體長可達8.9公分。该物种的模式产地在抚仙湖。

## 扩展阅读
維基物種上的相關：长须盤鮈